# 圣博内德蒙托鲁
圣博内德蒙托鲁（法語：Saint-Bonnet-de-Montauroux，法語發音：[sɛ̃ bɔnɛ də mɔ̃toʁu]）是法国洛泽尔省的一个旧市镇，属于芒德区。

## 地理
圣博内德蒙托鲁（44°48'56"N, 3°43'12"E）面积21.33 平方千米，位于法国奧克西塔尼大區洛泽尔省，该省份为法国南部内陆省份，北起上盧瓦爾省和康塔爾省，西接阿韦龙省，南至加尔省，东临阿尔代什省。
与圣博内德蒙托鲁接壤的市镇（或旧市镇、城区）包括：阿列河畔圣克里斯托夫、圣昂、罗雷、诺萨克-丰塔讷、欧鲁、拉瓦阿特热、圣桑福里安、丰塔讷、贝莱尔瓦勒当斯。
圣博内德蒙托鲁的时区为UTC+01:00、UTC+02:00（夏令时）。

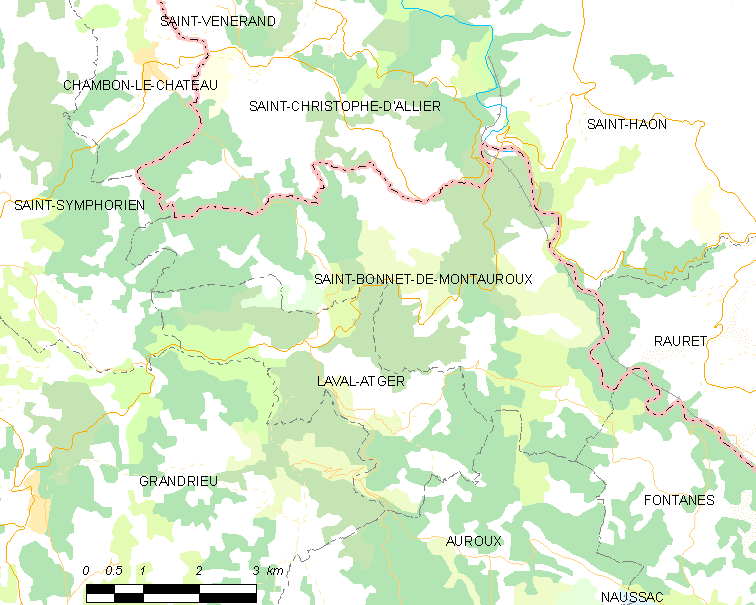
圣博内德蒙托鲁的OSM定位图

## 行政
圣博内德蒙托鲁的邮政编码为48600，INSEE市镇编码为48139。

## 政治
圣博内德蒙托鲁所属的省级选区为朗戈涅县。

## 人口

1962-2008年间圣博内德蒙托鲁人口变化图示

圣博内德蒙托鲁于2018年1月1日时的人口数量为98人。